# 證誠寺 (木更津市)
證誠寺（しょうじょうじ）は千葉県木更津市富士見二丁目にある浄土真宗本願寺派に属する寺院である。山号は護念山。
寺に伝わる伝説『狸囃子』は日本三大狸伝説の1つとして数えられる。この伝説を元に、童謡『証城寺の狸囃子』が作詞作曲された。境内には「狸ばやし童謡記念碑」などがあり、毎年秋には狸の供養として狸まつりが行われる。
尚、童謡のタイトルは「じょう」の字に「城」を当てた証城寺となっているが、これは住所表記としては誤りである。証誠寺と表記される場合もあるが、これは「證」の新字体が「証」であるためである。

## 所在地と交通
- 木更津市富士見2-9-30
- JR内房線「木更津駅」下車。西口より徒歩10分。
- 矢那川のほとりに建てられ、すぐ側には證誠寺橋が架けられている。

## 境内

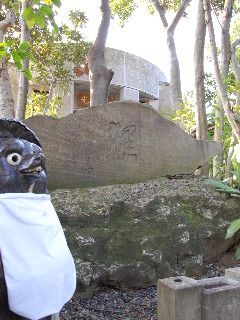
狸塚
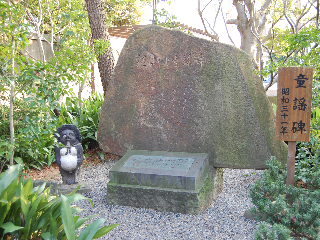
童謡記念碑

## 證誠寺の狸伝説
證誠寺に伝わる伝説であり、いつ頃成立したのかは不明。『分福茶釜』（群馬県館林市）や『八百八狸物語』（愛媛県松山市）と並び、日本三大狸伝説の1つとされている。
内容は「秋の夜に和尚と何十匹もの狸が寺の庭で囃子合戦をした挙句、夜が明けたら腹鼓で調子を取っていた大狸が腹を破いて死んでいた」という面白くも悲しい物語である。證誠寺の境内には、この物語の結末で腹を破って死んでしまった大狸の供養のために作られたという狸塚がある。
この伝説を元に詩人の野口雨情が作詞、中山晋平が作曲して、1924年（大正13年）に童謡『証城寺の狸囃子』として発表した。

### あらすじ
その昔、證誠寺の辺りは「鈴森」と呼ばれていた。そこは竹やぶが鬱蒼と生い茂り、昼でも薄暗く薄気味悪い場所であったという。また、この辺りには夜になると一つ目小僧やろくろ首などの物怪（妖怪）が現れると噂されていた。
そんな證誠寺に、ある日新しく1人の和尚がやって来る。その晩から噂に違わず一つ目小僧やらろくろ首やら物怪が現れるのだが、和尚はそれを見ても全く驚かない。
実はこの物怪達の正体は、この森を住処とする狸たちであった。彼らは、一つ目小僧やろくろ首に化けては訪れる人間たちを驚かして楽しんでいたのである。ところが新しくやってきた和尚は全く驚きもせず平然としているので狸たちのしゃくに障り、親分格の大狸は「ぜひとも和尚さんを驚かせてやろう」とある事を思いつく。
ある秋の晩の事、何者かが寺の庭で大騒ぎしている。寝ていた和尚は目を覚まし外の様子に耳を凝らしてみると、それはお囃子のようであった。不思議に思いこっそり庭を覗くと庭の真ん中では大狸が腹を叩いてポンポコと調子を取り、それを囲むように何十匹もの狸が楽しそうに唄い踊っていた。
その様子を見ていた和尚もつい楽しくなってしまい、自慢の三味線を持って思わず庭に出てしまう。そんな和尚を見て狸たちは「まだ驚かないのか!?」とばかりに、さらに大きく腹鼓を鳴らす。和尚も負けじ三味線で対抗し、まるで和尚と狸の音曲合戦である。
それから毎晩、和尚と狸たちは唄い踊っていたのだが4日目の晩、狸たちが一向に現れないので和尚が不思議に思っていると翌朝、庭には調子を取っていた大狸が腹を破って死んでいた。不憫に思った和尚はその大狸を懇ろに弔ってやった。

## イベント
毎年10月中旬に、地元の小学生が狸伝説を模して踊る狸まつりが開催される。